# Attribution des événements extrêmes
L'attribution des événements extrêmes, également connue sous le nom de science de l'attribution, est l'étude des rapports de causalité entre le dérèglement climatique dû aux activités humaines et les événements climatiques extrêmes.

## Historique
Un article paru en 2004 dans la revue Nature est généralement considéré comme la première étude scientifique d'attribution. Il estime que l'influence humaine a au moins doublé le risque d'une vague de chaleur dépassant le seuil de magnitude de la vague de chaleur historique de 2003 en Europe.
La science de l'attribution est mentionnée dans un État du Climat de 2011 publié par l'American Meteorological Society qui déclare que le changement climatique peut être lié à six événements météorologiques extrêmes étudiés.
Bien que des événements météorologiques extrêmes se soient déjà produits dans le passé, la science de l'attribution vise à déterminer quels événements récents peuvent être expliqués ou liés à un réchauffement de l'atmosphère et ne sont pas simplement dus à des variations naturelles,,,,.
La climatologue allemande Friederike Otto a en outre expliqué que la science de l'attribution visait à répondre à la question, « le changement climatique a-t-il joué un rôle dans un évènement extrême spécifique ? » dans les deux semaines suivant l'évènement.

## Déroulement
Les études d'attribution se déroulent généralement en quatre étapes : mesurer l'ampleur et la fréquence d'un évènement donné sur la base des données observées ; exécuter des modèles informatiques pour comparer et vérifier ces données ; exécuter les mêmes modèles sur une ligne de base Terre sans dérèglement climatique ; utiliser les statistiques pour analyser les différences entre les deuxième et troisième étapes, afin de mesurer ainsi l'effet direct du changement climatique sur l'évènement étudié,.
Les vagues de chaleur sont les événements météorologiques les plus faciles à attribuer. Le dérèglement climatique peut affecter différemment l'intensité et la fréquence des phénomènes météorologiques extrêmes, par exemple la vague de chaleur de 2010 en Russie a été rendue beaucoup plus probable mais n'a pas été rendue plus intense.

## Implications
La science de l'attribution peut affecter les litiges liés dérèglement climatique en permettant des poursuites contre les entreprises pour avoir causé le changement climatique ou contre les gouvernements pour avoir échoué à le prévenir,.
Une étude résume la confiance, les probabilités et les coûts — tels que les coûts économiques, les coûts financiers et le nombre de décès précoces — des liens avec le changement climatique et identifie des moyens potentiels d'amélioration du domaine tels que « améliorer l'enregistrement des phénomènes météorologiques extrêmes dans le monde entier, améliorer la couverture des études d'attribution concernant différents événements et régions, et utiliser des études d'attribution pour explorer les contributions des facteurs d'impact climatiques et non climatiques »,.

## Exemples
Les scientifiques du projet international World Weather Attribution publient en mars 2020 une étude qui révèle que le changement climatique causé par l'homme a eu une influence sur les incendies de forêt en Australie de 2019-2020 en provoquant des conditions à haut risque qui rendaient au moins 30 % plus probable un brûlage généralisé. Ils commentent les résultats, déclarant que le changement climatique a probablement eu plus d'effets sur les incendies que ceux attribués à l'aide de leurs simulations climatiques et que les moteurs des incendies ne sont pas tous liés au changement climatique anthropique,.